# Lluvias torrenciales en Europa de 2022

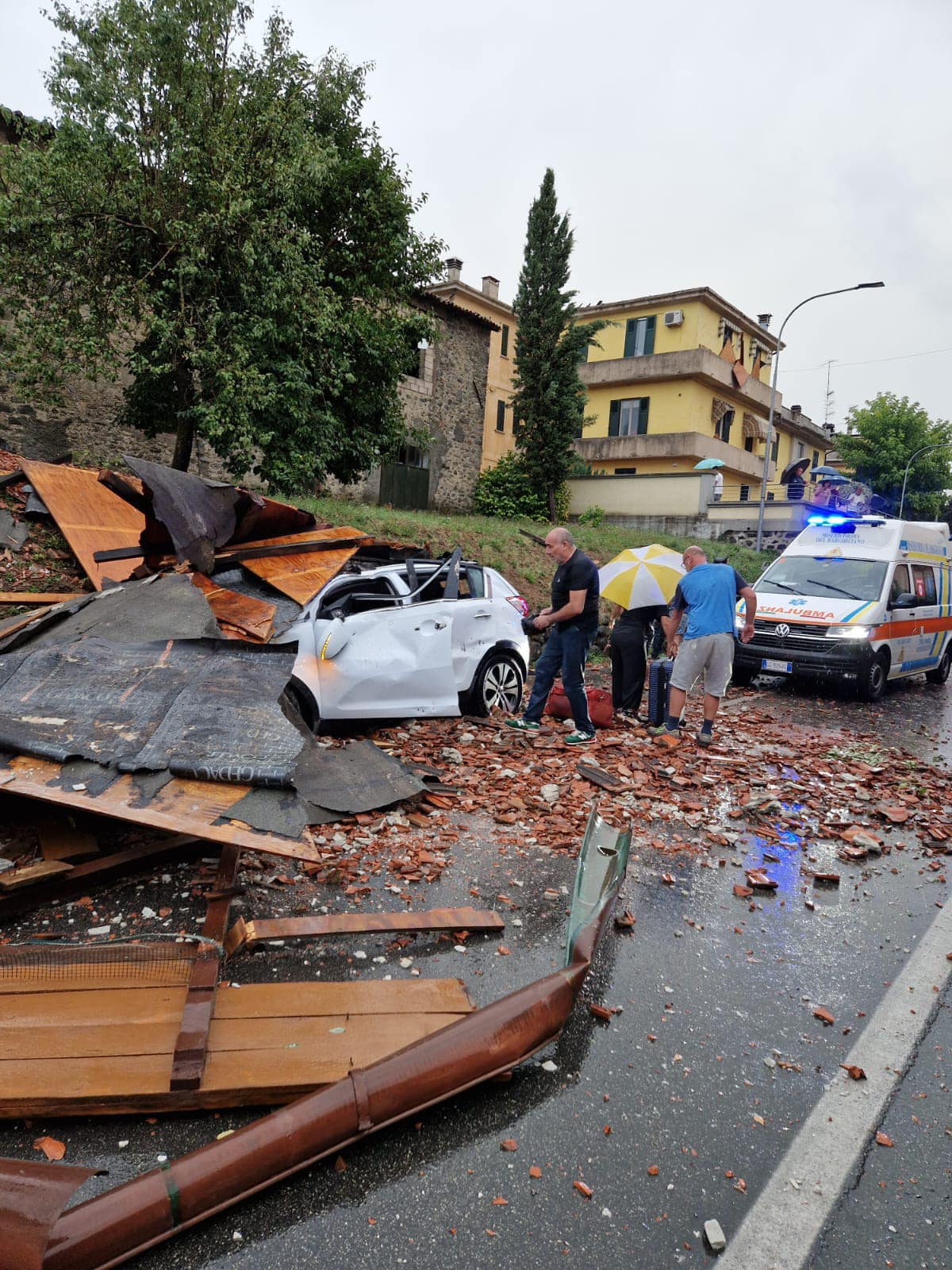
Daños causados por el temporal en Barga, Toscana, Italia

Las lluvias torrenciales en Europa de 2022 fue un temporal que provocó fuertes vientos en la isla francesa de Córcega y en partes del norte de Italia, Austria, Eslovenia y el sur de la República Checa el 18 de agosto de 2022, que recorrió más de 1000 km. El evento resultó en 12 muertes y al menos otras 116 resultaron heridas. El fenómeno fue categorizado por los analistas como un derecho, una tormenta de viento en línea recta.

## Historia meteorológica
Un sistema convectivo de mesoescala se formó durante la noche del 17 al 18 de agosto sobre el norte de las islas Baleares y luego se desplazó rápidamente hacia el noreste, golpeando Córcega temprano en la mañana. Las imágenes del radar meteorológico muestran que la línea de tormentas se arqueó gradualmente, produciendo poderosas ráfagas de viento en la superficie. El sistema afectó después al norte de Italia y a Austria, todo ello en un periodo de 12 horas. .
Météo-France fue criticada por no haber activado la vigilancia naranja hasta por la mañana, tras los primeros informes de viento. Aunque, según algunos especialistas, una simulación numérica de predicción meteorológica pronosticaba un acontecimiento tan excepcional, un portavoz de Météo-France defendió a la organización diciendo que no todas lo hacían porque aún no representan suficientemente bien estos fenómenos tan localizados..

## Impacto

### Córcega
En Córcega, al menos cinco personas murieron y 20 resultaron heridas. Cuatro heridos fueron graves y también se requirieron 125 rescates acuáticos. Se informaron vientos de hasta 225 km/h (140 mph) en Marignana con ráfagas generalizadas de 111 km/h (69 mph) (Sari-d'Orcino) a 206 km/h (128 mph) (L'Île-Rousse), incluyendo 158 km/h (98 mph) en la capital de Ajaccio.
En un momento, se creía que 350 personas estaban desaparecidas, pero desde entonces todas han sido encontradas con vida.

### Italia
En Italia, dos personas murieron por la caída de árboles en la Toscana. Al menos otros 41 resultaron heridos en la región. La mampostería del campanario de la Basílica de San Marcos en Venecia resultó dañada. En Piombino, el viento hizo girar una rueda de la fortuna fuera de control, separando al menos una de las cabañas vacías. Los vientos soplaron hasta 140 kilómetros por hora.

### Austria
En Austria, cinco personas murieron y 14 resultaron heridas, en su mayoría por la caída de árboles. Los vientos provocaron olas de hasta 50 centímetros (1,6 pies) y más de 65.000 austriacos se quedaron sin electricidad.